# Listă de comune din raionul Căușeni
Această listă conține comunele din raionul Căușeni, Republica Moldova, cu satele din componența lor. Celulele gri indică localitățile consemnate ca „sat (comună)” în Legea privind organizarea administrativ-teritorială a Republicii Moldova.
| Comuna           | Satul de reședință | Sate componente       |
| ---------------- | ------------------ | --------------------- |
| Baccealia        | Baccealia          | Baccealia             |
| Baccealia        | Baccealia          | Tricolici             |
| Baimaclia        | Baimaclia          | Baimaclia             |
| Baimaclia        | Baimaclia          | Surchiceni            |
| —                | —                  | Chircăiești           |
| Chircăieștii Noi | Chircăieștii Noi   | Baurci                |
| Chircăieștii Noi | Chircăieștii Noi   | Chircăieștii Noi      |
| Chițcani         | Chițcani           | Chițcani              |
| Chițcani         | Chițcani           | Merenești             |
| Chițcani         | Chițcani           | Zahorna               |
| —                | —                  | Ciuflești             |
| —                | —                  | Cîrnățeni             |
| Cîrnățenii Noi   | Cîrnățenii Noi     | Cîrnățenii Noi        |
| Cîrnățenii Noi   | Cîrnățenii Noi     | Sălcuța Nouă          |
| —                | —                  | Copanca               |
| Coșcalia         | Coșcalia           | Coșcalia              |
| Coșcalia         | Coșcalia           | Florica               |
| Coșcalia         | Coșcalia           | Plop                  |
| —                | —                  | Cremenciug            |
| Fîrlădeni        | Fîrlădeni          | Fîrlădeni             |
| Fîrlădeni        | Fîrlădeni          | Fîrlădenii Noi        |
| —                | —                  | Gîsca                 |
| Grădinița        | Grădinița          | Grădinița             |
| Grădinița        | Grădinița          | Leuntea               |
| Grădinița        | Grădinița          | Valea Verde           |
| —                | —                  | Grigorievca           |
| —                | —                  | Hagimus               |
| —                | —                  | Opaci                 |
| Pervomaisc       | Pervomaisc         | Constantinovca        |
| Pervomaisc       | Pervomaisc         | Pervomaisc            |
| —                | —                  | Plop-Știubei          |
| —                | —                  | Săiți                 |
| —                | —                  | Sălcuța               |
| —                | —                  | Taraclia              |
| —                | —                  | Tănătari              |
| Tănătarii Noi    | Tănătarii Noi      | Ștefănești            |
| Tănătarii Noi    | Tănătarii Noi      | Tănătarii Noi         |
| Tănătarii Noi    | Tănătarii Noi      | Ursoaia Nouă          |
| —                | —                  | Tocuz                 |
| Ucrainca         | Ucrainca           | Ucrainca              |
| Ucrainca         | Ucrainca           | Zviozdocica           |
| —                | —                  | Ursoaia               |
| Zaim             | Zaim               | Marianca de Sus       |
| Zaim             | Zaim               | Zaim                  |
| Zaim             | Zaim               | Zaim (loc. st. c. f.) |